# Pascal Renier
Pascal Renier [uitspraak: 'pɑskɑl rən'jeː] (Borgworm, 3 augustus 1971) is een Belgisch voormalig voetballer die als centrale verdediger of linksachter speelde. Hij kwam van 1992 tot 1998 uit voor Club Brugge. Renier speelde 13 interlands voor de Rode Duivels.

## Clubcarrière

### Club Brugge
In 1996 werd Pascal Renier, die zijn carrière begon bij het Waalse Club Luik als centrale verdediger, kampioen met Club Brugge. In zijn beginperiode was Renier een titularis bij blauw-zwart. Renier speelde dus als basisspeler het overgrote deel van de wedstrijden in de Belgische competitie, doorgaans als centrale verdediger. Hij vormde meestal de defensie met Paul Okon, Tjörven De Brul of Nzelo Lembi. 
Renier werd als linker centrale verdediger in de rol van voorstopper uitgespeeld, terwijl Dirk Medved en Vital Borkelmans de vleugelbacks waren. Hij pakte ook de "dubbel" (titel en Beker) met Brugge: in 1996 versloeg men stadsrivaal Cercle Brugge in de bekerfinale: Club won met 1–0.
Tussen 1993 en 1996 was Renier als jonge speler een vaste waarde bij Club. Meestal was hij centrale verdediger door de aanwezigheid van Vital Borkelmans op de linkervleugel, maar hij kon zelf ook als linksachter uit de voeten. Tijdens het seizoen 1996/97, het laatste van trainer Hugo Broos, speelde hij al minder. Onder Eric Gerets verdween hij helemaal uit het elftal ten voordele van Lorenzo Staelens, die een rijtje lager ging spelen. 
Renier verkaste in juli 1998 naar Standard Luik, waarvoor hij 16 competitiewedstrijden speelde (in één seizoen bij de Rouches). Vaste waarde werd hij niet echt.

### Latere carrière
Nadien had Renier een Frans intermezzo bij AC Troyes dat drie seizoenen duurde. Hij speelde ook nog louter als linksachter in de verdere fases van zijn carrière. Troyes was destijds een laagvlieger in de Franse hoogste klasse. Hij speelde twintig wedstrijden in de Franse Ligue 1. In 2003 keerde Pascal Renier terug naar België en hij tekende voor toenmalig eersteklasser Excelsior Moeskroen. Ook daar werd hij geen basisspeler, deels door fysiek ongemak. Spelers als Marco Casto en de Congolees Filston Mongu genoten de voorkeur van trainer Lorenzo Staelens, gewezen ploegmaat bij Club Brugge. Renier verhuisde naar KVC Westerlo, waar hij onder trainer Jan Ceulemans nog 19 duels in de Pro League (toen Jupiler League of Eerste Klasse geheten) afwerkte. Van 2004 tot 2005 bracht de linksback zijn laatste seizoen als profvoetballer door bij het SV Zulte Waregem van trainer Francky Dury.
Renier was begin 2006 nog even actief voor de West-Vlaamse amateurclub KBS Poperinge in tweede provinciale.

## Interlandcarrière
Pascal Renier werd in de zomer van 1994 door bondscoach Paul Van Himst geselecteerd voor het WK in de Verenigde Staten. Ondanks zijn uitstekende prestaties bij Club Brugge tijdens het seizoen 1993/94 werd zijn selectie destijds toch als een verrassing beschouwd. Op het toernooi kwam de bijna 23-jarige Renier geen minuut in actie. België was uitgeschakeld na de 1/8ste finales tegen Duitsland.

## Carrière
| seizoen | club           | land      | competitie         | wed. | goals |
| ------- | -------------- | --------- | ------------------ | ---- | ----- |
| 1990/91 | FC Luik        | België    | Jupiler League     | 4    | 0     |
| 1991/92 | FC Luik        | België    | Jupiler League     | 28   | 0     |
| 1992/93 | Club Brugge    | België    | Jupiler League     | 2    | 0     |
| 1993/94 | Club Brugge    | België    | Jupiler League     | 27   | 0     |
| 1994/95 | Club Brugge    | België    | Jupiler League     | 25   | 0     |
| 1995/96 | Club Brugge    | België    | Jupiler League     | 31   | 2     |
| 1996/97 | Club Brugge    | België    | Jupiler League     | 18   | 0     |
| 1997/98 | Club Brugge    | België    | Jupiler League     | 7    | 0     |
| 1998/99 | Standard Luik  | België    | Jupiler League     | 16   | 1     |
| 1999/00 | Troyes AC      | Frankrijk | Ligue 1            | 12   | 0     |
| 2000/01 | Troyes AC      | Frankrijk | Ligue 1            | 8    | 0     |
| 2001/02 | Troyes AC      | Frankrijk | Ligue 1            | 0    | 0     |
| 2002/03 | Exc. Moeskroen | België    | Jupiler League     | 7    | 0     |
| 2003/04 | KVC Westerlo   | België    | Jupiler League     | 19   | 0     |
| 2004/05 | Zulte Waregem  | België    | Tweede Klasse      | 0    | 0     |
| 2006    | KBS Poperinge  | België    | Tweede Provinciale | ?    | ?     |